# Thomas Bastkowski

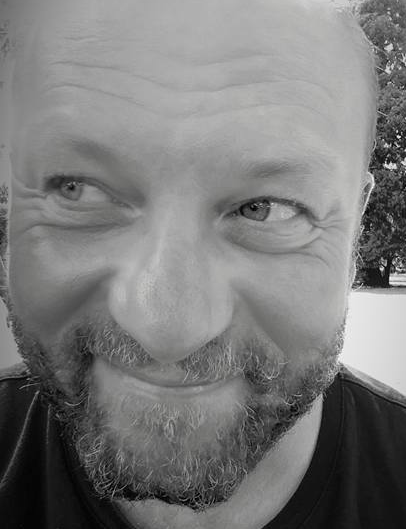
Thomas Bastkowski (2016)

Thomas Bastkowski (* 29. Juni 1973 in Kaiserslautern) ist ein deutscher Schauspieler.

## Leben
Während seines Studiums der Betriebswirtschaftslehre, das er erfolgreich abschloss, war Thomas Bastkowski als Bassist in unterschiedlichen Bands tätig. Ab 1999 war er für mehrere Jahre festes Ensemblemitglied am Live-Theater in Kaiserslautern.
Seit 2011 arbeitet Thomas Bastkowski auch vor der Kamera. Unter anderem war er in bislang vier Tatort-Folgen zu sehen. In einer Folge der ZDF-Reihe Deutschlands große Clans verkörperte er den HARIBO-Gründer Hans Riegel.
Neben seiner Tätigkeit als Schauspieler arbeitet Thomas Bastkowski als Arbeitspädagoge in der Jugend- und Erwachsenenbildung.

## Filmografie
- 2012: Tatort – Verschleppt
- 2012: Fair Trade (Kurzfilm)
- 2014: Mordsfreunde – Ein Taunuskrimi
- 2014: Die Geschichte des Südwestens – Wie wir Krieg und NS-Herrschaft erlebten
- 2014: Cold Trench (Kurzfilm)
- 2015: Der Staatsanwalt
- 2016: Notruf Hafenkante – Vorsicht Vergangenheit
- 2016: Tatort – Kartenhaus
- 2016: Deutschlands große Clans – Haribo
- 2018: Der Becher (Kurzfilm)
- 2019: Der Künstler (Kurzfilm)
- 2019: Tatort – Der Pakt
- 2019: Tatort – Das fleißige Lieschen
- 2019: Die Pfefferkörner – Ferngesteuert
- 2020: Immhof – Das große Versprechen
- 2021: Pathologie
- 2024: Perfekt verpasst